# Henry Toft
Herbert Toft, noto anche come Henry Toft, Bert Toft o H.B. Toft (Salford, 2 ottobre 1909 – Chichester, 7 luglio 1987), fu un giornalista britannico, in passato rugbista internazionale per l'Inghilterra negli anni trenta del XX secolo; dirigente scolastico di professione, fu anche corrispondente di rugby per l'Observer fino al 1966.

## Biografia
Formatosi scolasticamente a Manchester, dove compì gli studi superiori e universitari, si laureò in materie umanistiche assumendo una cattedra presso la scuola nella quale si era diplomato.
Rugbista nel ruolo di tallonatore, militava nel Waterloo, club di Blundelsands, all'epoca Lancashire e oggi Merseyside, e nel 1936 fu chiamato in nazionale inglese in occasione della Calcutta Cup di quell'anno a Twickenham.

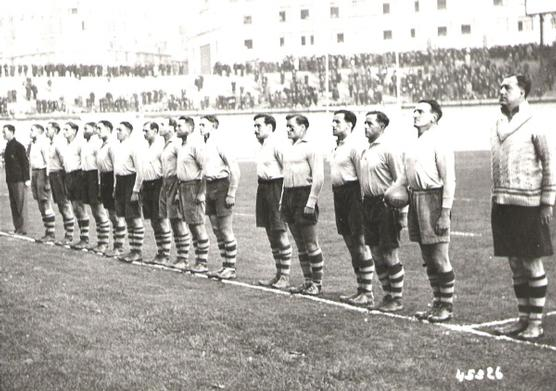
Toft (penultimo a destra) capitano della squadra della RAF a Parigi nel 1944

All'epoca, noto ancora come Henry Toft, risultò essere l'unico giocatore senza un secondo prenome da scrivere sul programma ufficiale della gara, e all'ennesima richiesta al riguardo, rispose che il suo nome era «Henry "bloody" Toft!» («Henry "dannato" Toft!»); per tale ragione, nell'ambiente rugbistico divenne noto con l'acronimo di H.B. Toft.
Toft disputò 10 incontri in nazionale, l'ultimo dei quali, a Edimburgo nel 1939, da capitano.
Furono in totale 4 gli Home Nations Championship disputati, con due vittorie finali, una indivisa nel 1937 e una insieme a Irlanda e Galles nel 1939.
Terminò la carriera di club per arruolarsi nella Royal Air Force allo scoppio della seconda guerra mondiale; anche da militare comunque scese in campo, come capitano, per la squadra di rugby della RAF.
Nel suo palmarès figurano anche diversi inviti nei Barbarians negli anni trenta.
Tornato alla vita civile, riprese l'insegnamento nella Manchester Grammar School, della quale divenne in seguito preside, e assunse l'incarico di consulente tecnico per la Rugby Football Union fino al 1952 dopodiché, per 14 anni, fu cronista di rugby per le colonne dell'Observer, il quotidiano domenicale del Guardian, per cui commentò i Cinque Nazioni, i tour delle nazionali britanniche e quelli dei British Lions: quello di questi ultimi del 1966 in Nuova Zelanda fu il suo reportage di congedo dalla testata.
Morì nel luglio 1987 a Chichester a 77 anni.